# Red Leicester
Le Red Leicester  est un fromage anglais produit dans le Leicestershire, 
Le Red Leicester est un fromage à pâte pressée, au lait de vache, avec une texture ferme, homogène et une saveur fruitée, qui fait penser à l'Edam ou au Cheddar. Il est traditionnellement coloré en orange soutenu avec du roucou, de la carotte ou de la betterave.
Il peut être affiné de 3 à 9 mois.

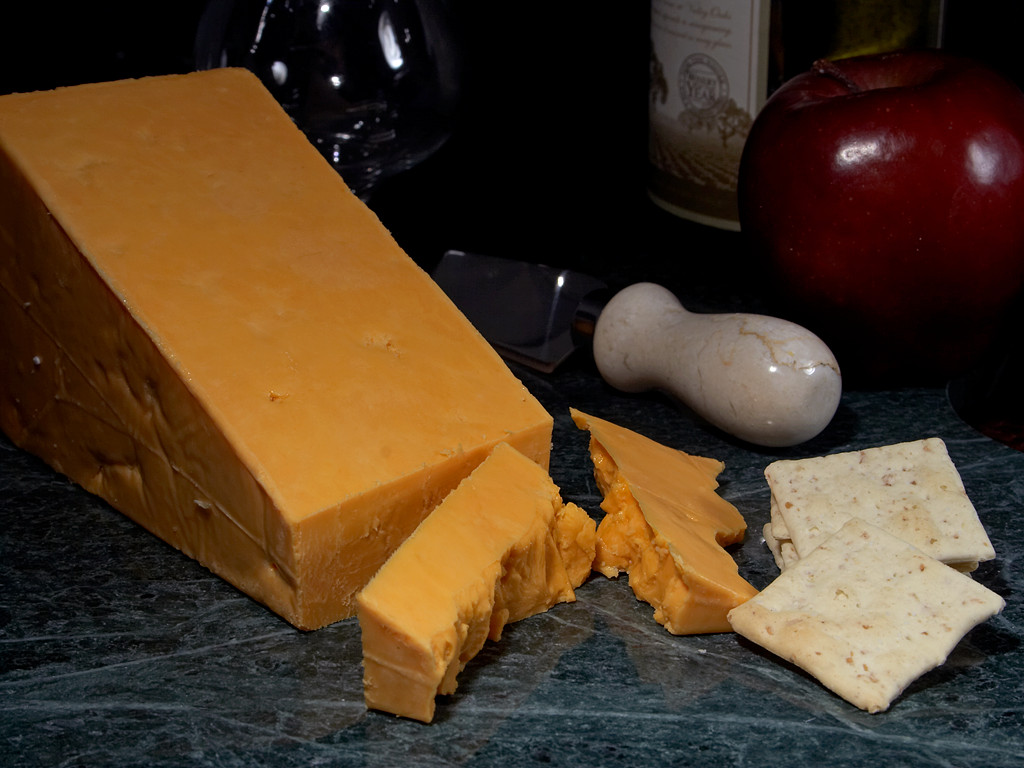

Il contient au moins 48 % de matière grasse.